# Can Pons i Tusquets
Can Pons i Tusquets és una casa noucentista d'Olot (Garrotxa) protegida com a bé cultural d'interès local.

## Descripció
La casa té planta rectangular amb diferents cossos de planta rodona i quadrada avançats. Disposa de soterrani, per l'habitatge dels porters, el pis principal i un segon pis. Alguns dels cossos avançats disposen d'un tercer pis. Les obertures del pis principal són finestres amb arcs lobulats i el segon pis predominen les àmplies balconades amb baranes de fusta. El teulat va ser fet amb teules planes i es troba a diferents nivells. Cal destacar el porxo d'entrada sostingut per cairats de fusta i una columna monolítica amb capitell amb decoracions florals. Aquestes mateixes decoracions formen un fris que recorre la part alta del porxo d'entrada. Seguint la tipologia del passeig de Barcelona és una casa d'amplis jardins i unifamiliar. Encercla la casa una reixa de ferro, de línies verticals i ondulades a la part superior. Forma un portal d'entrada amb dues pilastres realitzades amb ferro marcadament ondulat. El seu estil és clarament modernista, més que el mateix edifici que es pot considerar com eclèctic.

## Història
L'eixample d'Olot fou un projecte del senyor Manuel Malagrida, olotí que havia fet fortuna a Amèrica. L'any 1916 encarregà els plànols a J. Roca i Pinet. Aquest, seguint les indicacions de Malagrida, plantejà un model d'eixample ciutat-jardí, amb zones verdes i cases aïllades. Dibuixà una disposició radio-cèntrica de carrers amb dos focus: la plaça d'Espanya i la plaça d'Amèrica, units pel pont de Colom. Va encarregar a l'arquitecte Bonaventura Bassegoda i Amigó la seva casa, que fou realitzada entre 1920 i 1922. Poc abans, entre 1916 i 1917, s'havia bastit Can Pons i Tusquets de la mà de l'arquitecte Albert Blasco.